# Meniscomorpha janzeni
Meniscomorpha janzeni är en stekelart som beskrevs av Ugalde och Ian D. Gauld 2002. Meniscomorpha janzeni ingår i släktet Meniscomorpha och familjen brokparasitsteklar. Inga underarter finns listade i Catalogue of Life.